# Qaradağlı
Qaradağlı, eingedeutscht Garadaghli (armenisch Վարանդա Waranda), ist ein Dorf im Rayon Xocavənd von Aserbaidschan. Von 1992 bis 2023 wurde es von der separatistischen Republik Arzach kontrolliert. Qaradağlı liegt etwa 13 Kilometer westlich der Provinzhauptstadt Xocavənd und südlich der Fernstraße von Xankəndi nach Xocavənd.

## Geschichte
Seit 1867 gehörte Qaradağlı zur Ujezd Şuşa (Schuscha) des Gouvernements Elisawetpol. Gemäß dem Kaukasischen Kalender der Zarenregierung lebten im Dorf im Jahr 1908 etwa 500 Menschen, mehrheitlich Aserbaidschaner.
In der Sowjetzeit war Qaradağlı Teil des Rayons Martuni des Autonomen Gebiets Bergkarabach der Aserbaidschanischen SSR. 1989 bestand die Mehrheit der Dorfbewohner weiterhin aus Aserbaidschanern. Der Ort zählte zu den ersten Ortschaften in Bergkarabach, die von den Auseinandersetzungen zwischen den Armeniern und Aserbaidschan betroffen wurde. Bereits seit Ende 1988 war das Dorf von der Außenwelt praktisch abgeschnitten. Im November 1990 wurden drei Dorfbewohner, im September 1991 acht weitere getötet. Armenische Truppen eroberten das Dorf am 17. Februar 1992. 20 Aserbaidschaner wurden dabei getötet, 15 weitere verletzt. 26 Personen gelten bis heute als vermisst. Gemeinsam mit der militärischen Besetzung der Ortschaften Malıbəyli und Ağdaban durch armenische Einheiten geht der schwedische Historiker Svante E.Cornell von insgesamt 99 getöteten und 140 verletzten aserbaidschanischen Zivilisten aus.
Ab der Eroberung wurde der Ort von der nicht anerkannten Republik Arzach als Teil derer Provinz Martuni verwaltet. 2005 lebten hier 70 Armenier, 2015 110.